# 松下幸司
松下 幸司（まつした こうじ、1982年3月21日 - ）は、日本の俳優。和歌山県和歌山市出身。身長179cm。血液型AB型。

## 人物
オフィス・ゲンキ所属。以前はK-pointに所属していた。
趣味はサーフィン、釣り、バイク、写真などである。

## 出演

### テレビドラマ
- 福岡恋愛白書2（KBC九州朝日放送、2007年2月）朝倉祐二役
- 花ざかりの君たちへ〜イケメン♂パラダイス〜（フジテレビ、2007年7月 -9月 ）正雀漣役
- ギラギラ（2008年、テレビ朝日）レオ役
- 恋する血液型 シーズン2（2009年） - 明 役
- 経済ドキュメンタリードラマ ルビコンの決断（テレビ東京、2010年3月4日）

### 舞台
- 奴ら〜海よ、俺の母よ〜（2006年7月、Air studio） - 主演
- ろまんす（2006年8月、Air studio）
- GENJI〜最後の源氏（2006年10月、東京芸術劇場）
- オサエロ（2007年1月、Air studio）
- 闇の門（2007年3月、Air studio） - 主演
- SAKURA（2007年3月、Air studio） - 主演
- 走れ!新九郎（2007年11月、池袋シアターグリーン） - 主演
- 死神行進曲（2008年09月、銀座みゆき館劇場） - 邦男役
- 中津留章仁LOVERS Vol.2『灰色の彼方』(2010年12月8日-14日、タイニイアリス)
- 熱風不敵舞台vol.4「トリリオンモンスター」（2011年1月、萬劇場）
- 演劇集団Z-Lion旗揚げ公演「檻からホットブラザーズ」（2012年11月27日-12月4日、タイニイアリス）

### その他
- 西村京太郎の鉄道ミステリー（旅チャンネル）
- CM「共栄火災」（2008年）